# Finnur Orri Margeirsson
Finnur Orri Margeirsson (8 marzo 1991) è un calciatore islandese, centrocampista dello FH Hafnarfjörður.

## Carriera

### Club

#### Breiðablik
Margeirsson è stato aggregato alla prima squadra del Breiðablik nel 2007. Il 15 luglio 2010 ha esordito nella competizioni europee per club, precisamente nel secondo turno di qualificazione all'Europa League 2010-2011: è stato infatti schierato titolare nella sconfitta per 1-0 sul campo del Motherwell. È rimasto in forza al Breiðablik fino al 2014, totalizzando 140 presenze nella massima divisione islandese. In questo arco di tempo, ha visto un'edizione della Bikar karla (2009), un campionato (2010) e una volta il Deildabikar (2013).

#### Lillestrøm
Il 16 gennaio 2015 è passato ufficialmente ai norvegesi del Lillestrøm, formazione a cui si è legato con un contratto annuale.

### Nazionale
Margeirsson ha vestito le maglie delle Nazionali Under-17, Under-19 e Under-21 islandesi. Per quanto riguarda la formazione Under-21, ha effettuato il suo esordio in data 20 agosto 2008, subentrando a Birkir Bjarnason nella sconfitta per 0-2 contro la Danimarca.

## Statistiche

### Presenze e reti nei club
Statistiche aggiornate al 1º gennaio 2016.
| Stagione          | Club              | Campionato        | Campionato | Campionato | Coppe nazionali | Coppe nazionali | Coppe nazionali | Coppe continentali | Coppe continentali | Coppe continentali | Supercoppe | Supercoppe | Supercoppe | Totale | Totale |
| Stagione          | Club              | Comp              | Pres       | Reti       | Comp            | Pres            | Reti            | Comp               | Pres               | Reti               | Comp       | Pres       | Reti       | Pres   | Reti   |
| ----------------- | ----------------- | ----------------- | ---------- | ---------- | --------------- | --------------- | --------------- | ------------------ | ------------------ | ------------------ | ---------- | ---------- | ---------- | ------ | ------ |
| 2007              | Breiðablik        | UD                | 0          | 0          | CI+CdL          | ?               | ?               | -                  | -                  | -                  | -          | -          | -          | 0+     | 0+     |
| 2008              | Breiðablik        | UD                | 14         | 0          | CI+CdL          | ?               | ?               | -                  | -                  | -                  | -          | -          | -          | 14+    | 0+     |
| 2009              | Breiðablik        | UD                | 21         | 0          | CI+CdL          | ?               | ?               | -                  | -                  | -                  | -          | -          | -          | 21+    | 0+     |
| 2010              | Breiðablik        | UD                | 22         | 0          | CI+CdL          | ?               | ?               | UEL                | 2                  | 0                  | SI         | 1          | 0          | 25+    | 0+     |
| 2011              | Breiðablik        | UD                | 21         | 0          | CI+CdL          | 2+?             | 0+?             | UCL                | 2                  | 0                  | SI         | 1          | 0          | 25+    | 0+     |
| 2012              | Breiðablik        | UD                | 21         | 0          | CI+CdL          | 2+?             | 0+?             | -                  | -                  | -                  | -          | -          | -          | 23+    | 0+     |
| 2013              | Breiðablik        | UD                | 20         | 0          | CI+CdL          | 4+?             | 0+?             | UEL                | 6                  | 0                  | -          | -          | -          | 30+    | 0+     |
| 2014              | Breiðablik        | UD                | 21         | 0          | CI+CdL          | 3+?             | 0+?             | -                  | -                  | -                  | -          | -          | -          | 24+    | 0+     |
| Totale Breiðablik | Totale Breiðablik | Totale Breiðablik | 140        | 0          |                 | 11+             | 0+              |                    | 10                 | 0                  |            | 2          | 0          | 163+   | 0+     |
| 2015              | Lillestrøm        | ES                | 27         | 0          | CN              | 3               | 0               | -                  | -                  | -                  | -          | -          | -          | 30     | 0      |
| 2016              | KR Reykjavík      | UD                | 0          | 0          | CI+CdL          | ?               | ?               | -                  | -                  | -                  | -          | -          | -          | 0      | 0      |
| Totale            | Totale            | Totale            | 167        | 0          |                 | 14+             | 0+              |                    | 10                 | 0                  |            | 2          | 0          | 193+   | 0+     |

## Palmarès

### Club

#### Competizioni nazionali
- Coppa d'Islanda: 1

Breiðablik: 2009
- Campionato islandese: 1

Breiðablik: 2010
- Coppa di Lega islandese: 1

Breiðablik: 2013